# 地缘战略
地缘战略是地缘政治学的分支学科，討論基于地理的型態、位置與國家實力對於國家外交政策戰略的影響。其中包括阿爾弗雷德·賽耶·馬漢提出的海權論來強調海洋海權重要性；哈爾福德·麥金德提出的世界島與心臟地帶理論，認為俄羅斯與中國大陸擁有歐亞大陸核心地帶的資源成為陸地強權，在沒有受到挑戰建立陸地強權的海上艦隊時，就能同時成為海上與陸上強權，而其他海權國家可能對陸上強權國家封鎖出海口相抗衡；尼古拉斯·斯皮克曼的學說以哈爾福德·麥金德為基礎，認為英國、日本、美國海上強權與俄羅斯及中國大陸等陸上強權，雙方權力交接的歐洲、中東與亞洲季風帶的沿岸邊緣地帶權力變化，才是影響世界權力變化的重要區域。

## 歷史

### 古代中國
中國春秋戰國時期，地緣戰略成為秦國最終能夠戰勝六國的重要原因。中國古代地緣戰略強調固險而守。

## 台灣
台灣的地緣戰略是以海洋島國為基礎，位於太平洋邊緣，西太平洋第一島鏈戰略位置；經濟上倚靠對外航海與航空交通貿易生存，政治軍事上間受陸地與海上強權中國大陸與海上強權美國影響，軍事上台灣與美國的地緣戰略共同利益包括美國對台軍售，由美國提供台灣自我防衛武器，協防西太平洋的安全與穩定，政治上台灣目前實行與美國共同價值的自由、民主政治制度。